# Toray Pan Pacific Open 2019
Il Toray Pan Pacific Open 2019 è stato un torneo di tennis giocato sul cemento. È stata la 44ª edizione del Toray Pan Pacific Open, che fa parte della categoria Premier nell'ambito del WTA Tour 2019. Si è giocato all'Utsubo Tennis Center di Osaka, in Giappone, dal 16 al 22 settembre 2019.

## Partecipanti

### Teste di serie
| Nazionalità | Giocatrice           | Ranking* | Testa di serie |
| ----------- | -------------------- | -------- | -------------- |
| Giappone    | Naomi Ōsaka          | 4        | 1              |
| Paesi Bassi | Kiki Bertens         | 8        | 2              |
| Stati Uniti | Sloane Stephens      | 14       | 3              |
| Germania    | Angelique Kerber     | 15       | 4              |
| Stati Uniti | Madison Keys         | 16       | 5              |
| Lettonia    | Anastasija Sevastova | 18       | 6              |
| Croazia     | Donna Vekić          | 21       | 7              |
| Croazia     | Petra Martić         | 23       | 8              |
| Belgio      | Elise Mertens        | 24       | 9              |

* Ranking al 9 settembre 2019.

### Altre partecipanti
Le seguenti giocatrici hanno ricevuto una wild card per il tabellone principale:
- Misaki Doi
- Nao Hibino

Le seguenti giocatrici sono passate dalle qualificazioni:

- Alizé Cornet
- Zarina Dijas
- Varvara Flink
- Nicole Gibbs
- Han Xinyun
- Viktorija Tomova

Le seguenti giocatrici sono entrate in tabellone come lucky loser:
- Whitney Osuigwe
- Katarzyna Kawa

### Ritiri
Prima del torneo
- Bianca Andreescu → sostituita da  Mónica Puig
- Belinda Bencic → sostituita da  Alison Riske
- Anett Kontaveit → sostituita da  Anastasija Pavljučenkova
- Petra Martić → sostituita da  Katarzyna Kawa
- Anastasija Sevastova → sostituita da  Whitney Osuigwe
- Markéta Vondroušová → sostituita da  Julija Putinceva

## Campioni

### Singolare
Naomi Ōsaka ha sconfitto in finale  Anastasija Pavljučenkova con il punteggio di 6–2, 6–3.
- È il quarto titolo in carriera per la Ōsaka, il secondo della stagione.

### Doppio
Chan Hao-ching /  Latisha Chan hanno sconfitto in finale  Hsieh Su-wei /  Hsieh Yu-chieh con il punteggio di 7–5, 7–5.